# Antonin Scalia
Antonin Gregory Scalia (11. marts 1936 - 13. februar 2016)  var en amerikansk jurist, der var medlem af USA's højesteret fra 1986 til sin død i 2016. Han blev i sin som medlem af højesteretten beskrevet som det intellektuelle anker for den originalistiske og tekstualistiske fortolkning og læsning af forfatningen – teorier som var udbredt blandt Domstolens konservative fløj. Scalia er ligeledes krediteret for at have katalyseret en originalistisk og tekstualistisk bevægelse blandt amerikanske jurister, hvorfor han er blevet beskrevet som en af de mest indflydelsesrige jurister i det tyvende århundrede og en af de vigtigste dommere i højesterets historie. Scalia blev posthumt tildelt Presidential Medal of Freedom i 2018 af præsident Donald Trump, ligesom det juridiske fakultet ved George Mason University blev omdøbt til Antonin Scalia Law School til at ære hans minde.
Scalia blev født i Trenton, New Jersey. Han var en troende katolik og modtog sin bachelorgrad fra Georgetown University. Derefter opnåede han sin juragrad fra Harvard Law School og tilbragte seks år i et advokatfirma i Cleveland, før han blev juraprofessor ved University of Virginia. I begyndelsen af 1970'erne tjente han i både Nixon- og Ford-administrationerne. Han tilbragte det meste af Jimmy Carters præsidentperiode med at undervise ved University of Chicago, hvor han blev en af de første fakultetsrådgivere i det spæde Federalist Society. I 1982 udnævnte præsident Ronald Reagan Scalia til dommer ved den amerikanske appeldomstol for District of Columbia Circuit. I 1986 blev han udnævnt til Højesteret af Reagan og blev enstemmigt bekræftet af Senatet, og blev domstolens første italiensk-amerikanske dommer.
Scalia var præget af en konservativ retspraksis og ideologi og var en stærk fortaler for en lovfortolkning, der byggede på tekstualisme og originalisme. Endvidere forsvarede han ofte den udøvende magts (præsidentens) beføjelser. Han mente, at forfatningen tillod dødsstraf og ikke garanterede retten til abort eller ægteskab af samme køn. Desuden betragtede Scalia positiv særbehandling (engelsk: affirmative action) og andre politikker, der gav minoritetsgrupper særlig beskyttet status, som forfatningsstridige. Disse stillinger gav ham et ry som en af de mest konservative dommere ved domstolen. Han afgav særskilte udtalelser i mange sager, og kritiserede ofte Domstolens flertal ved at bruge et sønderlemmende sprog i sine dissens. Scalias mest betydningsfulde meninger inkluderer hans dissens i Morrison v. Olson (der argumenterer for at den såkaldte Independent Counsel Act var forfatningsstridig) og hans flertalsudtalelse i District of Columbia v. Heller (som mener, at det andet forfatningstillæg til den amerikanske forfatning garanterer en ret til individuelt våbenejerskab).